# 羊角藓属
羊角藓属（学名：Herpetineuron）为羽藓科的一个属。

## 下属物种
本属包括以下物种：
- Herpetineuron acutifolium (Mitt.) Granzow
- 羊角藓 Herpetineuron toccoae Cardot, 1905，多生于阔叶树的树干部位，有时也为石生，干燥时植株呈羊角状弯曲。
- Herpetineuron wichurae (Broth.) Cardot